# Євразійське економічне співтовариство
Євразі́йське економі́чне співтовари́ство (ЄврАзЕС) — міжнародна економічна організація, наділена функціями, пов'язаними з формуванням загальних зовнішніх митних кордонів країн-засновників, що до неї належать (Білорусь, Казахстан, Киргизстан, Росія і Таджикистан), виробленням єдиної зовнішньоекономічної політики, тарифів, цін та інших складових функціонування загального ринку.
ЄврАзЕС створено для ефективного просування процесу формування державами-учасниками Митного союзу Єдиного економічного простору, координації їхніх підходів до інтеграції у світову економіку і міжнародну торговельну систему.
Спостерігачі ЄврАзЕС: Вірменія, Молдова.

## Історія
ЄврАзЕС було створено на основі створеного в 1995 Митного союзу Білорусі, Казахстану, Киргизстану та Росії. З ініціативою перетворення Митного союзу в нову міжнародну економічну організацію в травні 2000 виступив президент Росії Володимир Путін.
10 жовтня 2000 в Астані президенти Білорусі, Казахстану, Киргизстану, Росії та Таджикистану підписали Договір про заснування Євразійського економічного співтовариства.
У грудні 2003 року ЄврАзЕС був наданий статус спостерігача при Генеральній Асамблеї ООН.
У вересні 2005 прем'єр-міністри країн ЄврАзЕС підписали в Душанбе базовий документ по формуванню паливно-енергетичного балансу держав співтовариства, проект угоди про регулювання поставок зерна на ринки співтовариства.
7 вересня 2005 в Санкт-Петербурзі на саміті ЦАС було ухвалене рішення об'єднати Організацію «Центрально-Азіатське співробітництво» з ЄврАзЕС.
У листопаді 2005 почала свою роботу Рада з фінансово-економічної політики ЄврАзЕС.
24 січня 2006 на позачерговому засіданні Міждержавної ради ЄврАзЕС у Санкт-Петербурзі був підписаний протокол про приєднання Узбекистану до співтовариства.
У червні 2006 на Мінському саміті країн ЄврАзЕС було ухвалене рішення, що подальша робота з формування Митного союзу буде проходити на базі ЄврАзЕС із урахуванням напрацювань проекту ЄЕП. Організаційні структури по формуванню ЄЕП відтепер діють на площадці Секретаріату ЄврАзЕС. Доцільність такого рішення була продиктована тим, що цілі та завдання ЄврАзЕС і ЄЕП ідентичні — створення спільного ринку й єдиного економічного простору.
2 листопада 2006 парламент Казахстану ратифікував протокол до угоди між урядами Росії, Білорусі, Казахстану, Киргизії й Таджикистану про взаємні безвізові поїздки громадян. Відповідно до умов протоколу, при збереженні безвізового режиму між державами-членами ЄврАзЕС вводиться єдиний перелік документів для переміщення громадян згаданих держав по території співтовариства. 6 жовтня 2007 в Душанбе пройшов саміт ЄврАзЕС, на якому була прийнята концепція митного союзу Росії, Казахстану та Білорусі. План дій з формування митного союзу розрахований на три роки. Також було ухвалене рішення про формування комісії Митного союзу — наднаціонального органу. Росія одержала в ньому 57 % голосів, а Казахстан і Білорусь — по 21,5 %.
Світова економічна криза (2008-2010) стимулювала процес посилення інтеграції країн Євразес, які заявили про зацікавлення у максимальному використанні потенціалу великого євразійського ринку. За результатами переговорів 27 листопада 2009 у Мінську президенти Білорусі О. Лукашенко, Росії Д. Медведєв, Казахстану Н. Назарбаєв підписали угоду про створення єдиного митного простору.

## Керівні органи
До органів управління ЄврАзЕС відносяться:
- Міждержавна Рада;
- Інтеграційний Комітет;
- Міжпарламентська Асамблея;
- Суд Співтовариства.

Вищим органом управління ЄврАзЕС є Міждержавна Рада, до складу якої входять глави держав і глави урядів. Міждержавна Рада розглядає принципові питання, пов'язані спільними інтересами держав-членів Співтовариства, визначає стратегію, напрямки та перспективи розвитку інтеграції й приймає рішення, спрямовані на реалізацію завдань ЄврАзЕС. Міждержавна Рада на рівні глав держав збирається не рідше одного разу на рік і на рівні глав урядів не рідше двох разів на рік.
Виконавчий орган Євразійського економічного співтовариства — Інтеграційний Комітет. Основними функціями Інтеграційного комітету є забезпечення взаємодії органів ЄврАзЕС, контроль за реалізацією рішень, прийнятих Міждержавною Радою, підготовка пропозицій по формуванню бюджету Співтовариства й контроль за його виконанням. До складу Інтеграційного Комітету входять заступники глав урядів. У період між засіданнями Інтеграційного комітету поточну роботу Співтовариства забезпечує Комісія постійних представників, призначуваних главами держав.
Секретаріат Інтеграційного комітету здійснює організаційне й інформаційно-технічне забезпечення діяльності Міждержавної Ради й Інтеграційного Комітету. Дві третини персоналу Секретаріату перебувають у Москві, одна третина — в Алмати.
У Міждержавній Раді рішення приймаються консенсусом, в Інтеграційному Комітеті, радах, комісіях при ньому — більшістю у дві третини голосів. Структура розподілу голосів така:
- у Російської Федерації — 40 % у загальному обсязі голосів;
- по 15 % у Казахстану, Узбекистану та Білорусі;
- по 7,5 % — у Таджикистану та Киргизстану.

Часткові внески в бюджет ЄврАзЕС відповідають кількості голосів держав-членів при прийнятті рішень.
Міжпарламентська Асамблея ЄврАзЕС — орган міжпарламентського співробітництва держав-членів співтовариства. Основною метою діяльності Асамблеї є правове забезпечення функціонування ЄврАзЕС і гармонізація (зближення, уніфікація) законодавств держав-членів співтовариства, приведення його у відповідність із договорами, укладеними в рамках ЄврАзЕС.
Асамблея формується з парламентаріїв, що делегуються парламентами держав співтовариства. Чисельність парламентських делегацій становить:
- Республіка Білорусь — 14 парламентаріїв;
- Республіка Казахстан — 14;
- Киргизська Республіка — 7;
- Російська Федерація — 28;
- Республіка Таджикистан — 7.

Число представників від Узбекистану поки не визначено.
Засідання Міжпарламентської Асамблеї ЄврАзЕС проходять у Санкт-Петербурзі.
Суд Співтовариства покликаний забезпечувати однакове застосування державами-членами діючих у рамках ЄврАзЕС договорів і інших нормативних актів. До формування Суду Співтовариства його функції покладені на Економічний Суд СНД.